# Río Abaucan
Abaucán este un râu din Argentina care curge prin provinciile  Catamarca și  La Rioja, zone cu precipitații foarte scăzute. Apa râului este asigurată de pătrunderea a două râuri mai mari, Fiambalá și Chaschuil.